# Sociale geografie Groningen 1950 - ± 1970
In 1948 aanvaardde Hendrik Jacob Keuning het ambt van hoogleraar economische en sociale geografie aan de Rijksuniversiteit van Groningen. Hij was daarmee de eerste Groningse hoogleraar in dit vakgebied. Keuning had een brede wetenschappelijke belangstelling. Voordat hij bij Van Vuuren in Utrecht sociale geografie ging studeren, was hij al in het bezit van de M.O. akte Geschiedenis. Hij promoveerde in 1933 cum laude op een imposante regionale monografie ‘De Groninger Veenkoloniën’ en werkte daarna bij Boerman aan de Rotterdamse Hogeschool en bij het CBS.
Voor Keuning was de sociale geografie een sociale wetenschap. Ze onderscheidde zich van de sociologie door een eigen benaderingswijze. Elke bestaanswijze, elk ‘genre de vie’ was voor hem gebonden aan een bepaalde plaats. Niet alleen de eigenschappen van het gebied zelf waren belangrijk, ook de technieken (in brede zin) waarover de sociale groep kon beschikken, speelden een rol. Het begrip technieken vertoonde sterke verwantschap met de omschrijving die de socioloog Merton van beschaving geeft: een geheel van technieken waarmee de mens zijn relatie tot het woongebied regelde. Het begrip bestaan werd aanvankelijk beperkt tot de wijze waarop een inkomen werd verworven, waardoor de Groningse sociale geografie tot ongeveer 1960-70 een duidelijk economisch tintje had.

## Functionalisme
Om te bepalen tot hoever de sociaal-geograaf moest gaan bij de bestudering van het menselijk welvaartstreven, introduceerde Keuning het functionalistisch beginsel. Het betrof een interpretatie van het functionalisme die afweek van wat er doorgaans in de sociale wetenschappen onder werd verstaan. In het spoor van de Franse ecologische geografie (Ecologische geografie (Frankrijk)) stelde Keuning dat verschijnselen (zowel natuurlijke als sociale) eerst relevant werden voor de geografie wanneer ze een functie vervulden voor het menselijk welvaartstreven. Zo kon de kennis van het erfrecht nuttig zijn bij de analyse van agrarische bedrijfsvormen.
Aanvankelijk werd dit functionele beginsel vooral in ‘verticale’ zin uitgewerkt. Het menselijk welvaartstreven en de daarvoor benodigde ruimtelijke organisatie werd hoofdzakelijk sectoraal beschreven. In de regionale studies is dat terug te vinden in de volgorde van behandeling van agrarische sector, industriële sector en daarna (minder) aandacht voor verkeer, migratie etc.
Geleidelijk werd in de periode 1950-60 meer aandacht geschonken aan de horizontale relaties. Dat is goed te zien in de twee standaardwerken van de Groningse sociale geografie. In 1947 publiceerde Keuning ‘Het Nederlandse volk in zijn woongebied’. In de eerste druk overheerste het sectorale beeld. In de tweede druk van 1965 probeerde Keuning me=t een afsluitend hoofdstuk over de regionaal-functionele opbouw van Nederland de traditionele vorm van landbeschrijving te verlaten. Met behulp van de begrippen stuwend (productie voor een groter gebied dan het vestigingsgebied) en verzorgend (productie voor het eigen vestigingsgebied) probeerde Keuning anders te kijken naar de regionale indeling van Nederland. Ook in het in 1955 verschenen ‘Mozaïek der functies’ werd Nederland gepresenteerd via een landbeschrijving op functionele grondslag (het betrof een drietal historische perioden: middeleeuwen, 17e eeuw en de periode rond 1900).

## Regio
In de publicaties van Keuning en zijn medewerkers speelde het begrip regio een centrale rol. De regio werd omschreven als een ‘creatie van de menselijke techniek op basis van zijn functionele structuur. Dit regiobegrip kende een dynamisch karakter. Binnen een regio was sprake van heterogeniteit (verschillende bestaanswijzen in onderlinge samenhang), op een hoger schaalniveau was er sprake van homogeniteit. Functionele regio’s vormden een goed aangrijpingspunt voor moderne onderzoeksmethoden. Door deze opvatting kon de sociale geografie zich ontworstelen aan de voorheen statische interpretatie van regio’s en werd bovendien de introductie van het begrip regionaal of ruimtelijk systeem mogelijk. Dat laatste was niet alleen een verdienste van de Groningse sociale geografie, maar ook van sociaal-geografen uit Utrecht en Amsterdam.

Zie hiervoor: Sociale Geografie in Nederland na 1970